# Trương Ngọc Để
Trương Ngọc Để (sinh năm 1957) là một vận động viên, võ sư môn phái Taekwondo, Chủ tịch Liên đoàn Taekwondo Việt Nam. Ông đạt chứng nhận đai đen 9 đẳng (cửu đẳng huyền đai) của Viện Hàn lâm Taekwondo Thế giới (Kukkiwon) và cho tới nay vẫn là võ sư duy nhất ở Việt Nam đạt được chứng nhận này của Kukkiwon.

## Tiểu sử
Trương Ngọc Để (còn được biết với một cái tên khác: Tạ) sinh năm 1957 tại Campuchia. Ông làm quen với Taekwondo từ năm 1972 khi mới 15 tuổi. Kể từ đó đến nay, ông đã cống hiến rất nhiều cho sự phát triển của môn võ này ở Việt Nam. Ông đạt huy chương Bạc toàn năng Giải vô địch Taekwondo toàn miền Nam năm 1974; vào đội tuyển điền kinh Quốc gia từ năm 1978 và nắm giữ kỷ lục quốc gia các môn ném (gồm cả ném đĩa và ném tạ); làm Trưởng bộ môn võ thuật của Thành phố Hồ Chí Minh từ năm 1987 sau đó là Tổng thư ký rồi Chủ tịch Liên đoàn Võ thuật Thành phố Hồ Chí Minh, Giám đốc Trung tâm đào tạo vận động viên Võ thuật Thành phố Hồ Chí Minh.
Võ sư Trương Ngọc Để đã hỗ trợ và xây dựng phong trào võ thuật Thành phố Hồ Chí Minh phát triển và là đầu tàu của cả nước ở nhiều môn như Judo, Karate, Vovinam, Võ cổ truyền Việt Nam… 
Năm 1996 Trương Ngọc Để làm Phó Chủ tịch Tổng thư ký Liên đoàn Taekwondo Việt Nam. Năm 2004 ông làm Giám đốc Trung tâm đào tạo võ thuật Thành phố Hồ Chí Minh. Từ năm 2006 ông chuyển sang giữ vị trí Hiệu trưởng Trường Nghiệp vụ Thể dục thể thao Thành phố Hồ Chí Minh. Năm 2008 ông làm Phó Trưởng ban tổ chức thi đấu của Liên đoàn Taekwondo Thế giới (WTF). Năm 2007-2013 ông làm Phó Chủ tịch Tổng thư ký Liên đoàn Taekwondo Việt Nam.

## Sự nghiệp
Trương Ngọc Để từng làm Chủ tịch Liên đoàn Taekwondo Việt Nam nhiệm kỳ 4 (2013-2017) và nhiệm kỳ 5 (2017-2021). Ông cũng đã trở thành người tại vị lâu nhất với chức danh này trong lịch sử Liên đoàn Taekwondo Việt Nam khi tiếp tục làm Chủ tịch nhiệm kỳ 6 (2022-2026). Trương Ngọc Để cũng là võ sư duy nhất ở Việt Nam mang đai đen 9 đẳng (cửu đẳng huyền đai) của Viện Hàn lâm Taekwondo Thế giới (Kukkiwon).